# Bois de Keroual
Pour les articles homonymes, voir Keroual.
Le bois de Keroual se situe à proximité de la ville de Brest (au nord ouest), sur la route de Guilers, commune dont il fait partie. Il compte près de 56 hectares d'espace naturel aménagé avec une aire de jeux pour enfants et des  sentiers de randonnée .
On y trouve des essences d'arbres des espèces locales ou exotiques, comme le tulipier de Virginie, l’érable, le chêne, le châtaignier, le bouleau, le tremble, le robinier, le séquoia, le cryptomeria et le pin Insignis.
Le bois abrite:
- Le manoir de Keroual, ancienne demeure de Louise Renée de Penancoët de Keroual, dont le parc abrite chaque année le festival Astropolis,
- le moulin transformé en crêperie,
- de nombreux étangs, rivières ou plans d'eau,
- des prairies.

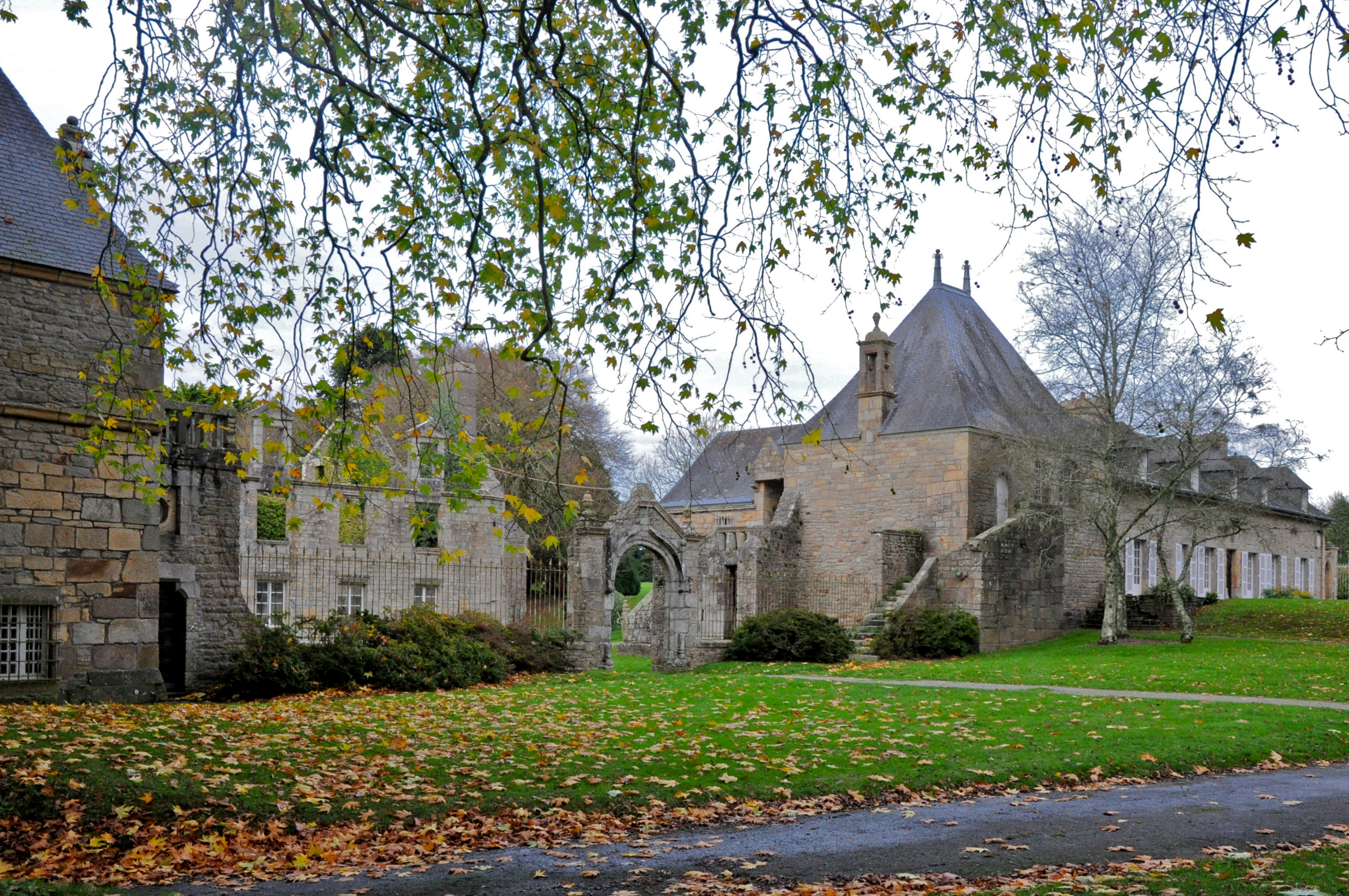
le manoir de Keroual
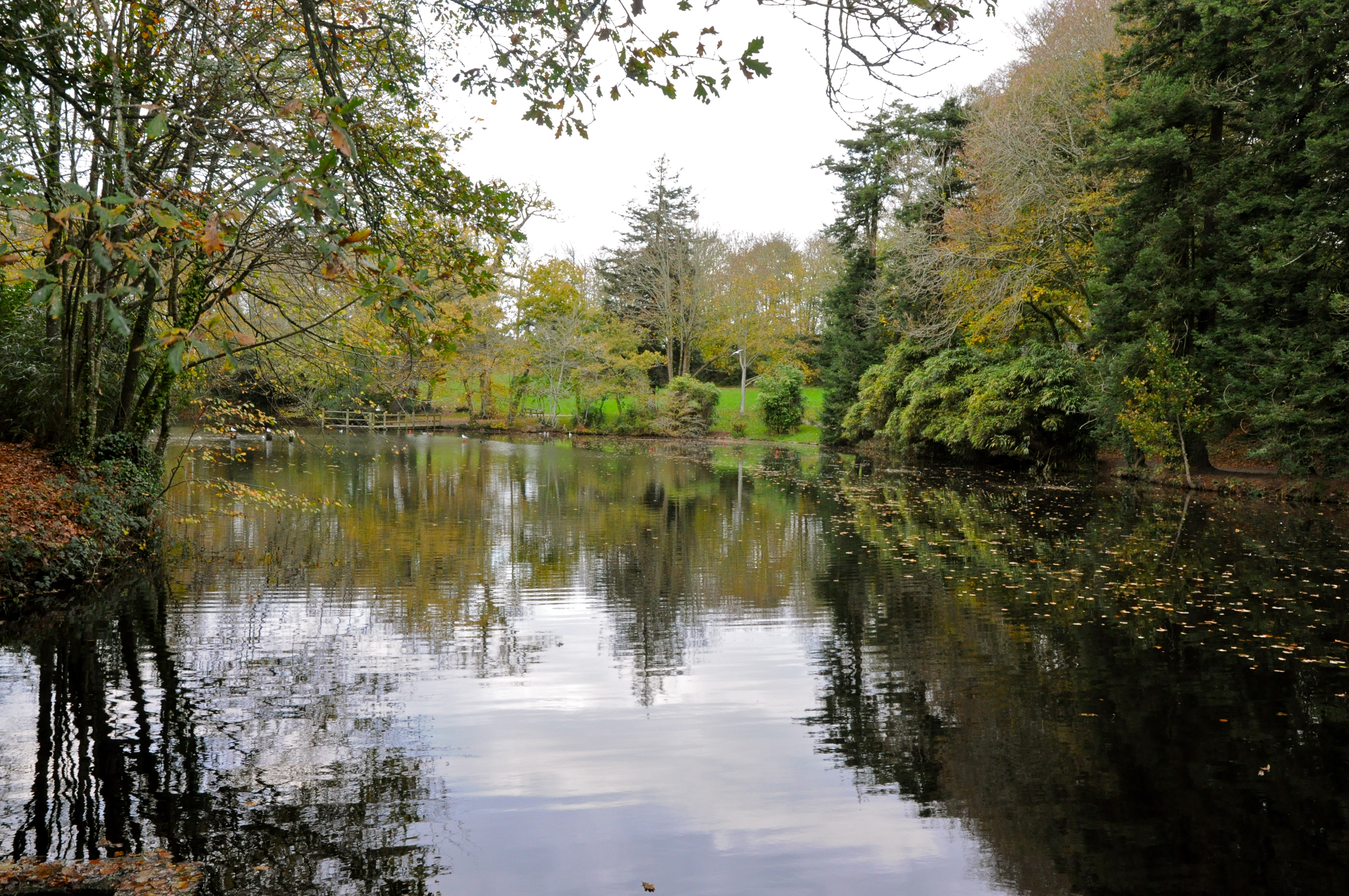
Étang du moulin de Kéroual
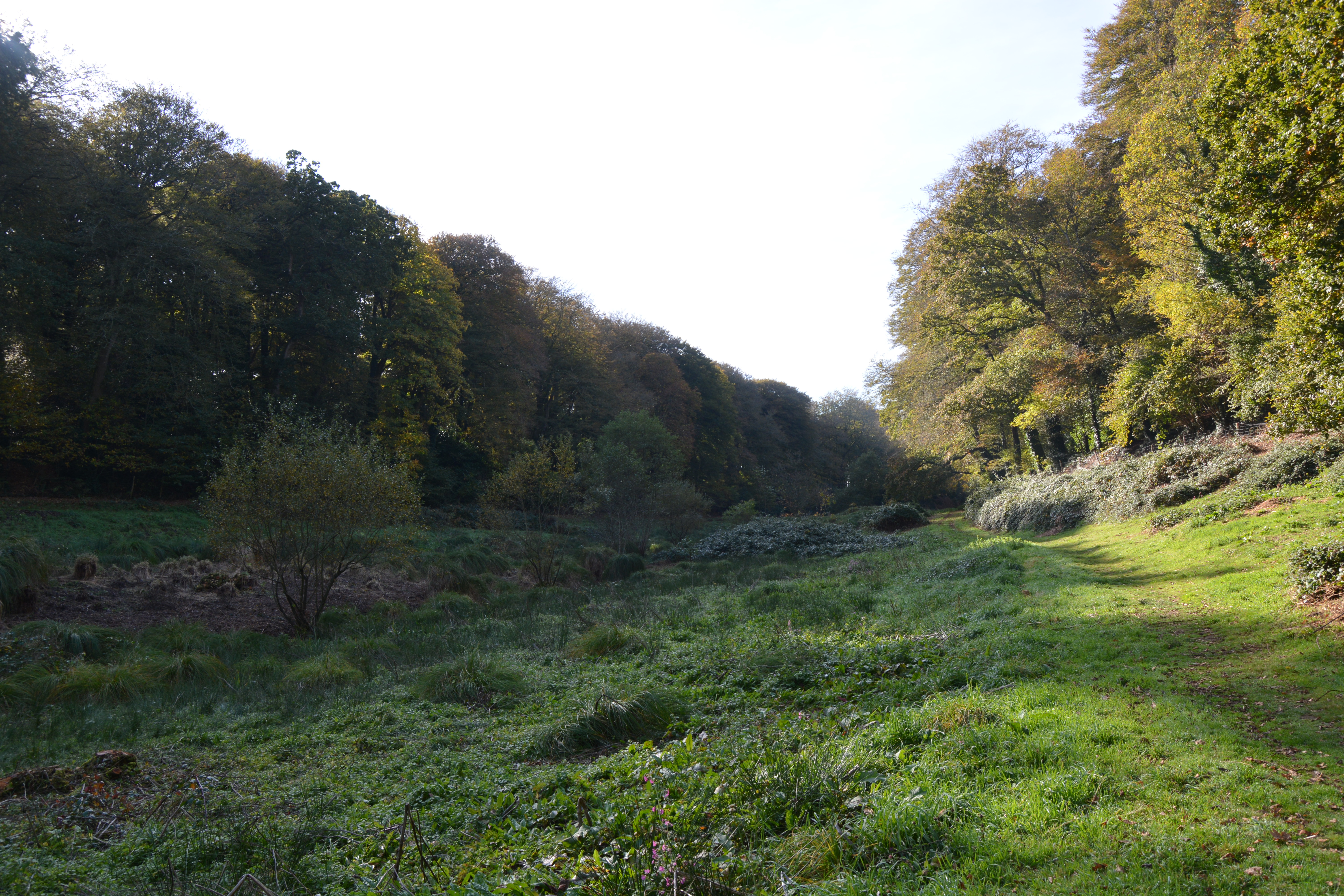
Prairie au centre du bois

On peut accéder au bois de Keroual par la ligne 12 du réseau Bibus en descendant à l'arrêt "Penfeld". 